# Алкуин
Флак Албин А́лкуин (на латински: Alcuinus; на английски: Alcuin of York, Ealhwine, Albinus, Flaccus) е англосаксонски духовник, учител и поет. Той става близък съветник на Карл Велики и е водещата фигура на Каролингския Ренесанс. От 796 г. до смъртта си е абат на манастира „Свети Мартин от Тур“.